# Dietelia codiaei
Dietelia codiaei är en svampart som först beskrevs av Syd. & P. Syd., och fick sitt nu gällande namn av Boerema 1979. Dietelia codiaei ingår i släktet Dietelia och familjen Pucciniosiraceae.   Inga underarter finns listade i Catalogue of Life.